# Valeriaandwergspanner
De valeriaandwergspanner (Eupithecia valerianata) is een nachtvlinder uit de familie van de spanners (Geometridae).

## Kenmerken
De voorvleugellengte bedraagt tussen de 8 en 10 millimeter. De basiskleur van de voorvleugel is grijs of bruingrijs. De vleugel heeft weinig tekening, vaak is alleen een wittige golflijn langs de buitenrand duidelijk te onderscheiden. Deze vormt bij de binnenrandhoek een wit vlekje. Ook op de achtervleugel bevindt zich aan de binnenrandhoek een wit vlekje.

## Levenscyclus
De valeriaandwergspanner gebruikt echte valeriaan als waardplant. De rups is te vinden van juni tot in september. De soort overwintert als pop. Er is jaarlijks een generatie die vliegt van halverwege april tot in augustus.

## Voorkomen
De soort komt verspreid van Groot-Brittannië via Centraal-Europa tot Rusland en het noorden van Iran. De valeriaandwergspanner is in Nederland een niet zo gewone en in België een zeer zeldzame soort.